# Dirty rap
Dirty rap (porno rap, porn rap, sex rap) – podgatunek hip-hopu, który skupia się na sugestywnym opisie seksualności. Początki tejże stylistyki sięgają lat 80. XX w. w osobie rapera Blowfly, jednakże dirty rap uległ rozpowszechnieniu w drugiej połowie dekady za sprawą zespołu 2 Live Crew, tworzącego w nurcie Miami bass.
Historycznie dirty rap charakteryzuje wyraźna linia basowa inspirowana sceną Miami bass. W latach późniejszych większy wpływ wywarły takie gatunki jak: Baltimore club, ghetto house oraz ghettotech. 
Prawdopodobnie najbardziej znanym przedstawicielem tejże stylistyki w Polsce jest wrocławski raper Tymon.